# Pseudozizeeria insolita
Pseudozizeeria insolita är en fjärilsart som beskrevs av Alfred Ernest Wileman 1911. Pseudozizeeria insolita ingår i släktet Pseudozizeeria och familjen juvelvingar. Inga underarter finns listade.